# Сепсяков, Павел Васильевич

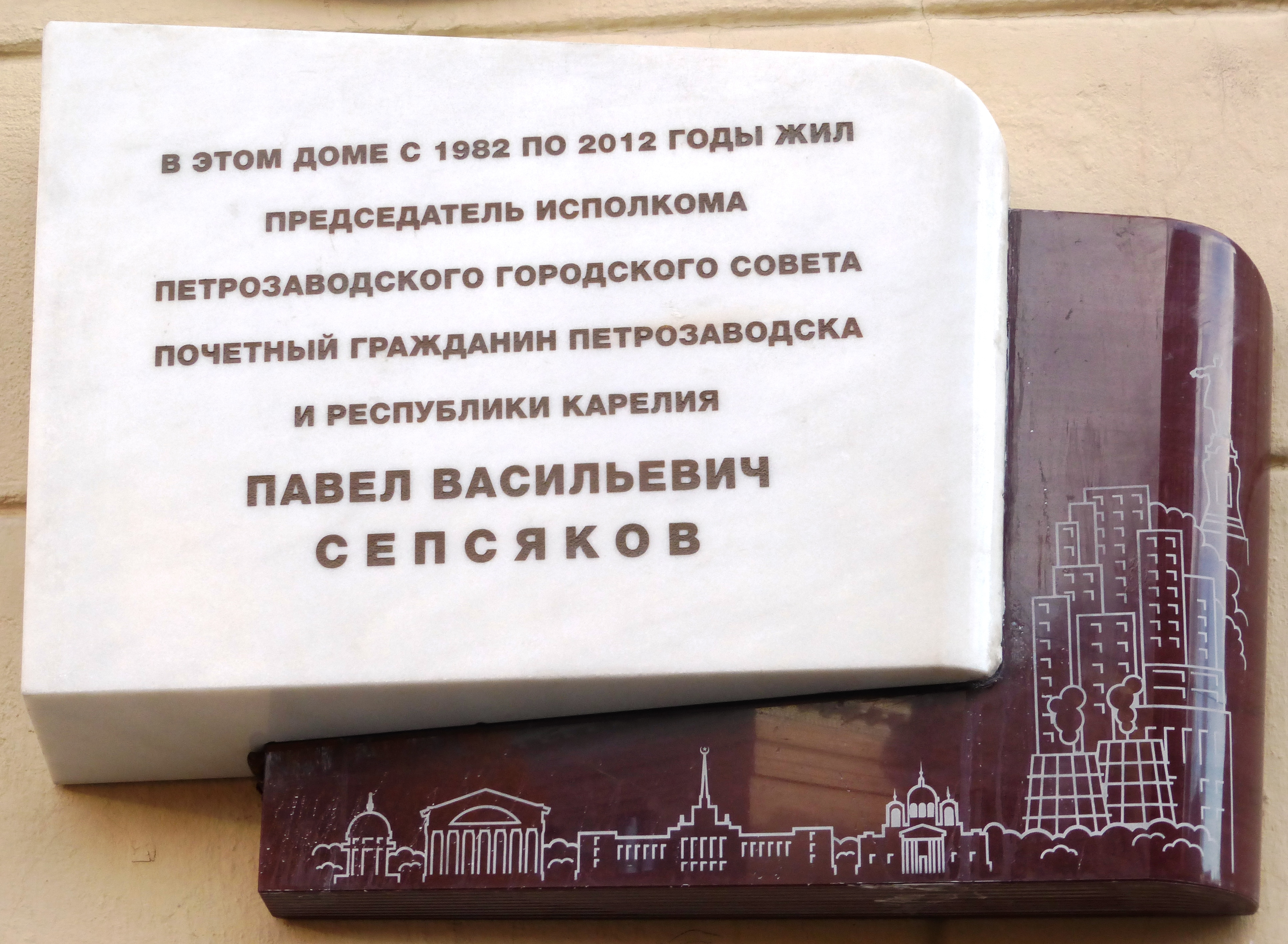
Мемориальная доска в Петрозаводске

Па́вел Васи́льевич Сепсяко́в (13 мая 1925, дер. Тудозерский Погост, Ленинградская губерния — 9 октября 2012, Петрозаводск) — советский хозяйственный и политический деятель, председатель Исполнительного комитета Петрозаводского городского Совета народных депутатов (1969—1982), Почётный гражданин Республики Карелия (2000), Почётный гражданин Петрозаводска (1994).

## Биография
Родился в многодетной крестьянской семье. После окончания в 1940 году семилетней школы поступил в Вытегорское педагогическое училище.
В 1943—1945 годах — курсант Вельского военного училища в Архангельской области. С конца января 1945 года — в действующей армии на 2-м Белорусском фронте, служил рядовым, дошёл до Берлина. С августа 1945 года — член ВКП(б).
В 1945—1947 году обучался в военном училище в Ленинградской области, окончил училище в звании младшего лейтенанта.
С февраля 1947 года — пропагандист Вытегорского районного комитета ВКП(б), с декабря 1947 года — первый секретарь Вытегорского районного комитета ВЛКСМ.
С мая 1950 года — первый секретарь Олонецкого районного комитета ВЛКСМ. В сентябре 1952 года направлен на учёбу в партийную школу при ЦК Компартии Карело-Финской ССР в Петрозаводск.
В 1954—1960 годах — инструктор отдела партийной работы ЦК КП(б) Карело-Финской ССР, затем помощник первого секретаря ЦК КП(б) КФССР Сенькина И. И..
В ноябре 1960 года, после завершения заочного обучения в Высшей партийной школы при ЦК КПСС, был избран первым секретарём Суоярвского районного комитета КПСС.
В 1966—1969 годах — председатель Комитета по радиовещанию и телевидению при Совете Министров Карельской АССР.
В 1969—1982 годах — председатель Исполнительного комитета Петрозаводского городского Совета народных депутатов.
В 1982—1986 годах — в аппарате Совета Министров Карельской АССР.
В 1986 году вышел на пенсию, проживал в Петрозаводске.
Умер в больнице Петрозаводска после тяжёлой болезни.

## Память
9 октября 2018 года в Петрозаводске на доме по адресу ул. Андропова, 4 была открыта мемориальная доска Павлу Сепсякову.
В 2024 году в Петрозаводске появился бульвар Павла Сепсякова

## Семья
- Супруга — Татьяна Фёдоровна Сепсякова (9 декабря 1927 — 17 сентября 1981) — преподаватель русского языка, народный учитель СССР (1980), с 1967 года — первый директор Петрозаводской средней школы № 29.
- Дочери — Ирина (проживает с семьёй в США), Наталья (проживает с семьёй в Москве).

## Сочинения
- Записки мэра. — Петрозаводск: «Скандинавия», 2005. — 208 с.: ил. ISBN 5-94804-049-6